# Nicolás Alonso Marselau
Nicolás Alonso Marselau (Granada, 1840-Alomartes, 1882) fue un propagandista protestante, anarquista y religioso católico español.

## Biografía
Nació en 1840 en Granada. Ossorio y Bernard le describe como «propagandista antirreligioso».  Según Menéndez Pelayo fue subvencionado por un centro protestante de los Estados Unidos y habría sido oficial de barbero en Gibraltar y seminarista en Granada. Publicó el periódico El Eco del Evangelio e impartió conferencias y discursos. Fue un importante dirigente anarquista. En 1874 habría hecho «abjuración de sus errores en San Juan de Letrán de Roma», e ingresado en un monasterio de la Trapa. Falleció el 10 de octubre de 1882 en Alomartes.